# Kyjiv-Pasažyrskyj
Kyjevské hlavní nádraží Kyjiv-Pasažyrskyj (ukrajinsky Київ-Пасажирський zkráceně Kyjiv-Pass.) je jedno z největších osobních železničních nádraží na Ukrajině, s průměrným počtem cestujících 65 000 denně.

## Historie
Staré kyjevské nádraží bylo postaveno v průběhu let 1868–1870, nacházelo se v údolí řeky Lybiď. Dvoupodlažní cihlové budovy staré anglické gotiky byly postaveny podle návrhu architekta M. V. Vyšnevského.
Současná staniční budova nádraží, byla postavena v letech 1927–1932 podle návrhu architekta Oleksandra Verbického. Byla postavena ve stylu ukrajinského baroka s některými prvky konstruktivismu.
V roce 2001 prošla staniční budova nádraží rekonstrukcí. Ve stejném roce byla postavena nová moderní staniční budova „Jižního nádraží“ na jižní straně od hlavního nádraží. Ve skutečnosti se nejedná o samostatnou železniční stanici, nýbrž o rozšíření té původní a to především o velké podzemní parkoviště, nové výdejny jízdenek. Tyto jednotlivé staniční budovy jsou vzájemně propojeny chodbou vedoucí nad kolejištěm stanice, které jí prochází.

## Železniční doprava
Stanice obsluhuje především dálkové vnitrostátní i mezinárodní spoje národního dopravce Ukrzaliznycja, včetně regionálních spojů. Stanice metra Vokzalna (ukrajinsky Вокзальна), která se nachází v sousedním areálu, tvoří hlavní křižovatku s městskou hromadnou dopravou.

## Přehled dopravních schémat

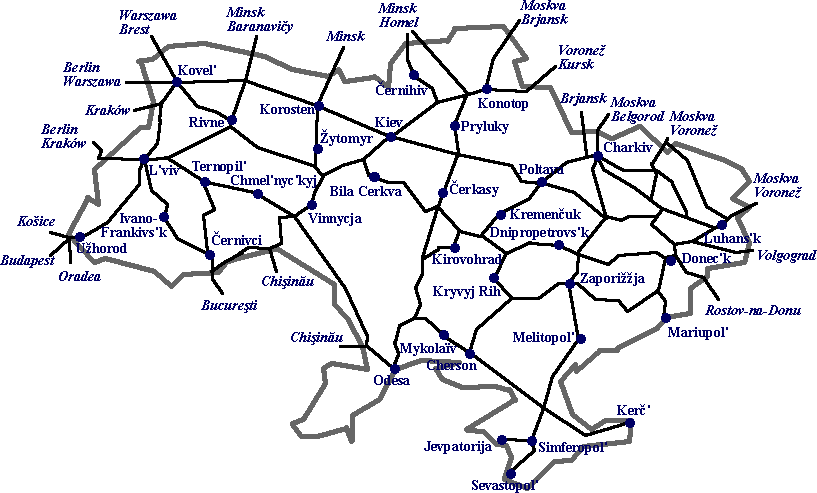
Schéma hlavních železničních tratí na Ukrajině

## Galerie

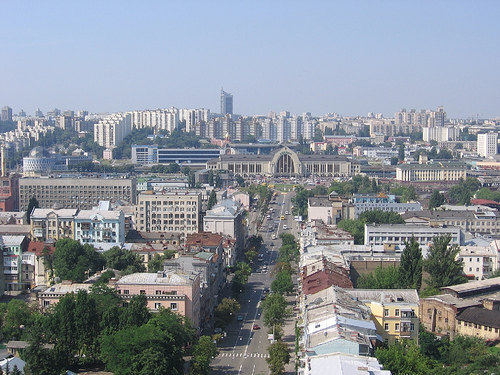
Stará staniční budova při pohledu na město
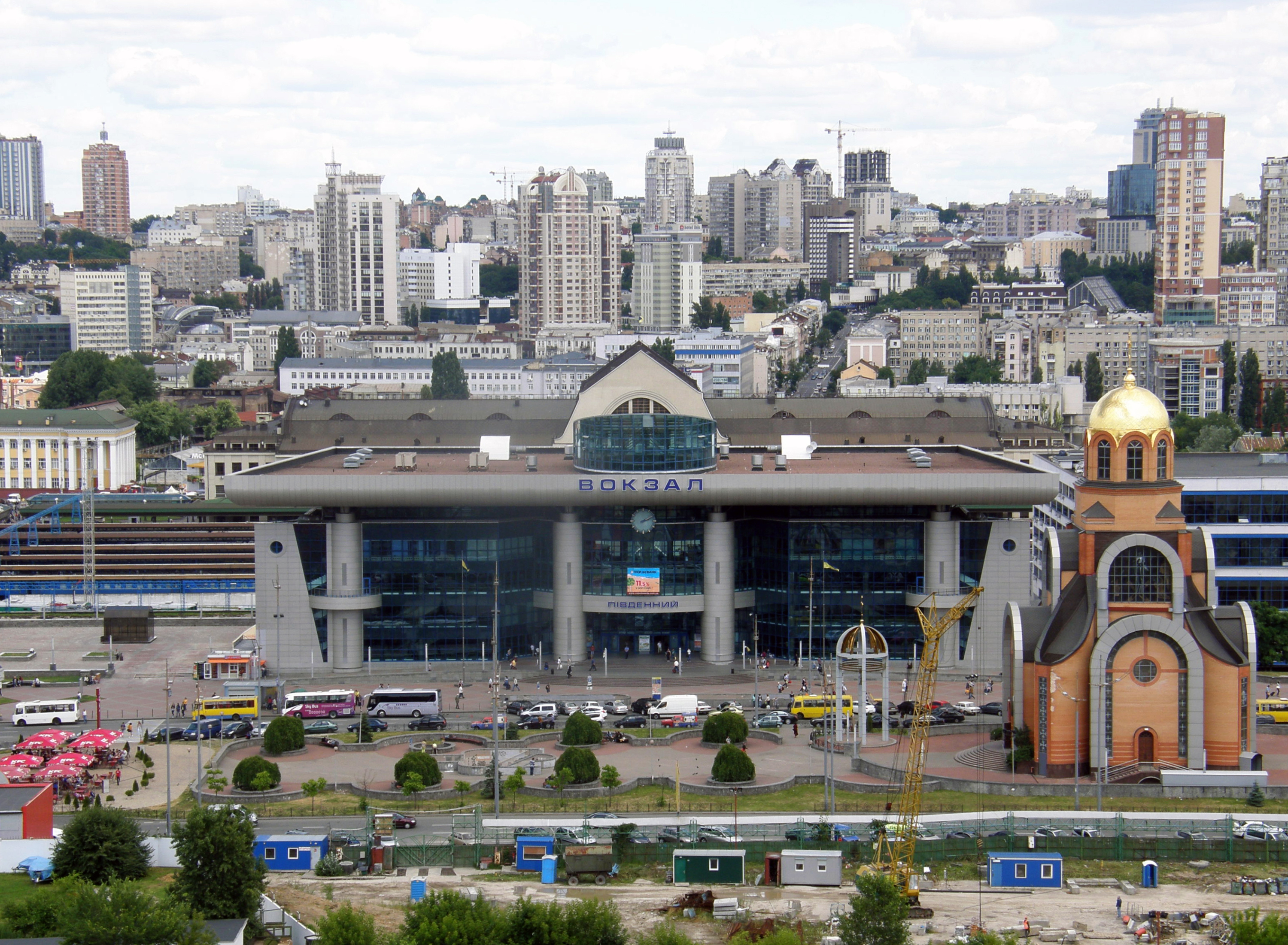
Nová staniční budova při pohledu na město
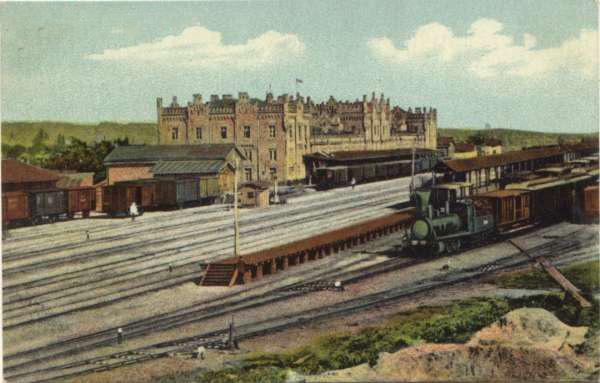
Staniční budova s kolejištěm na pohlednici z 19. stol.
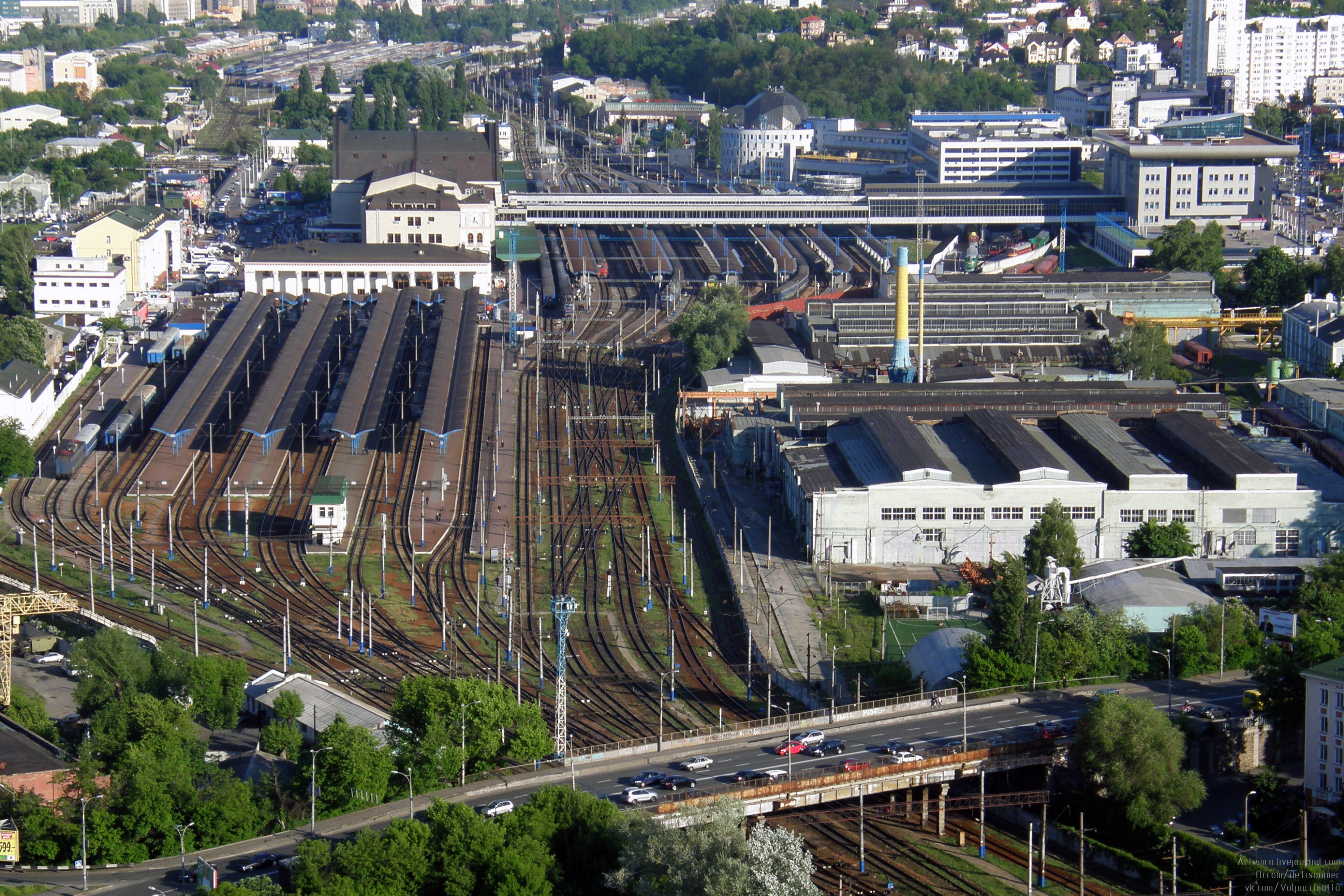
Celkový pohled na stanici
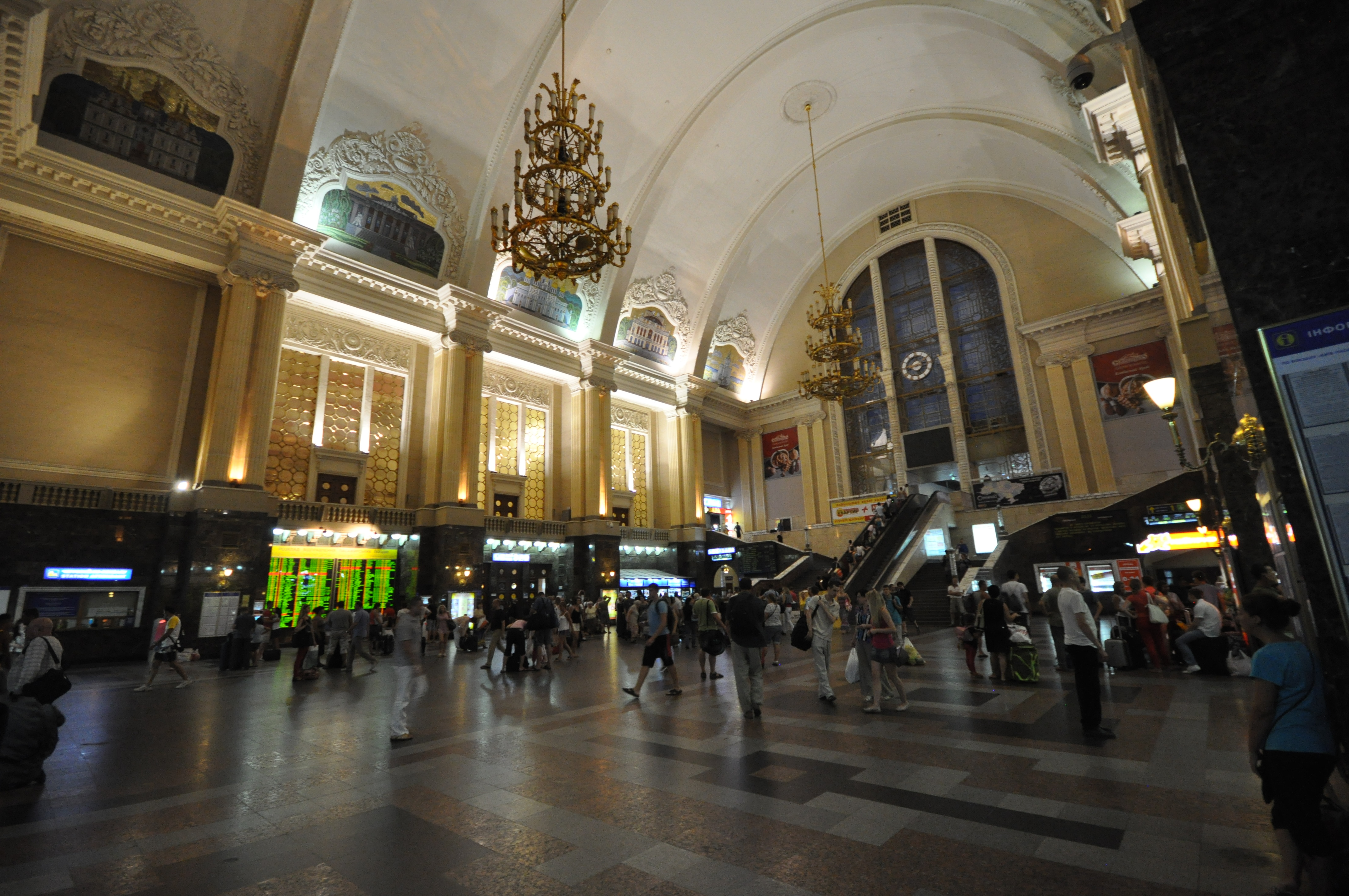
Interiér staré staniční haly
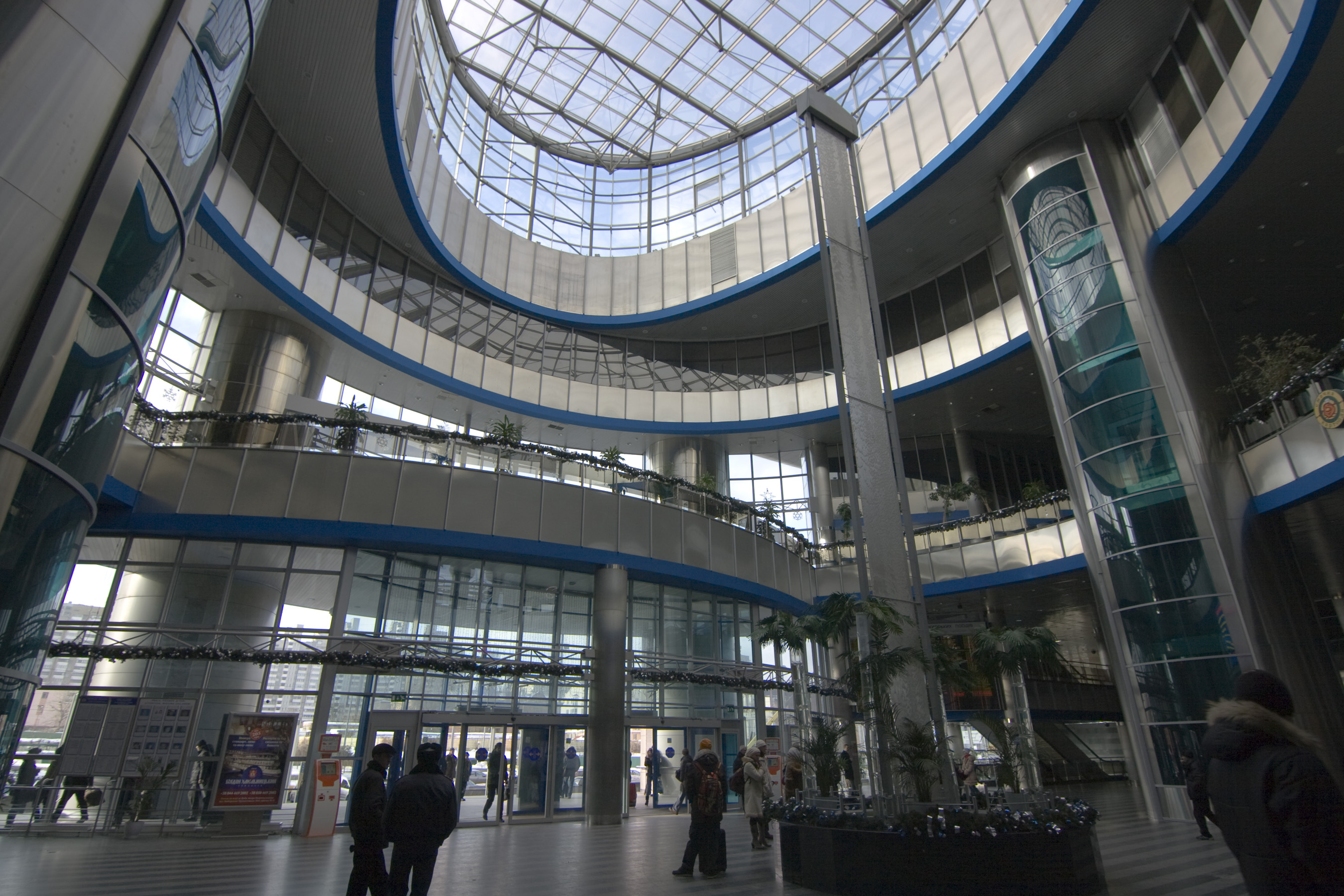
Interiér nové staniční haly
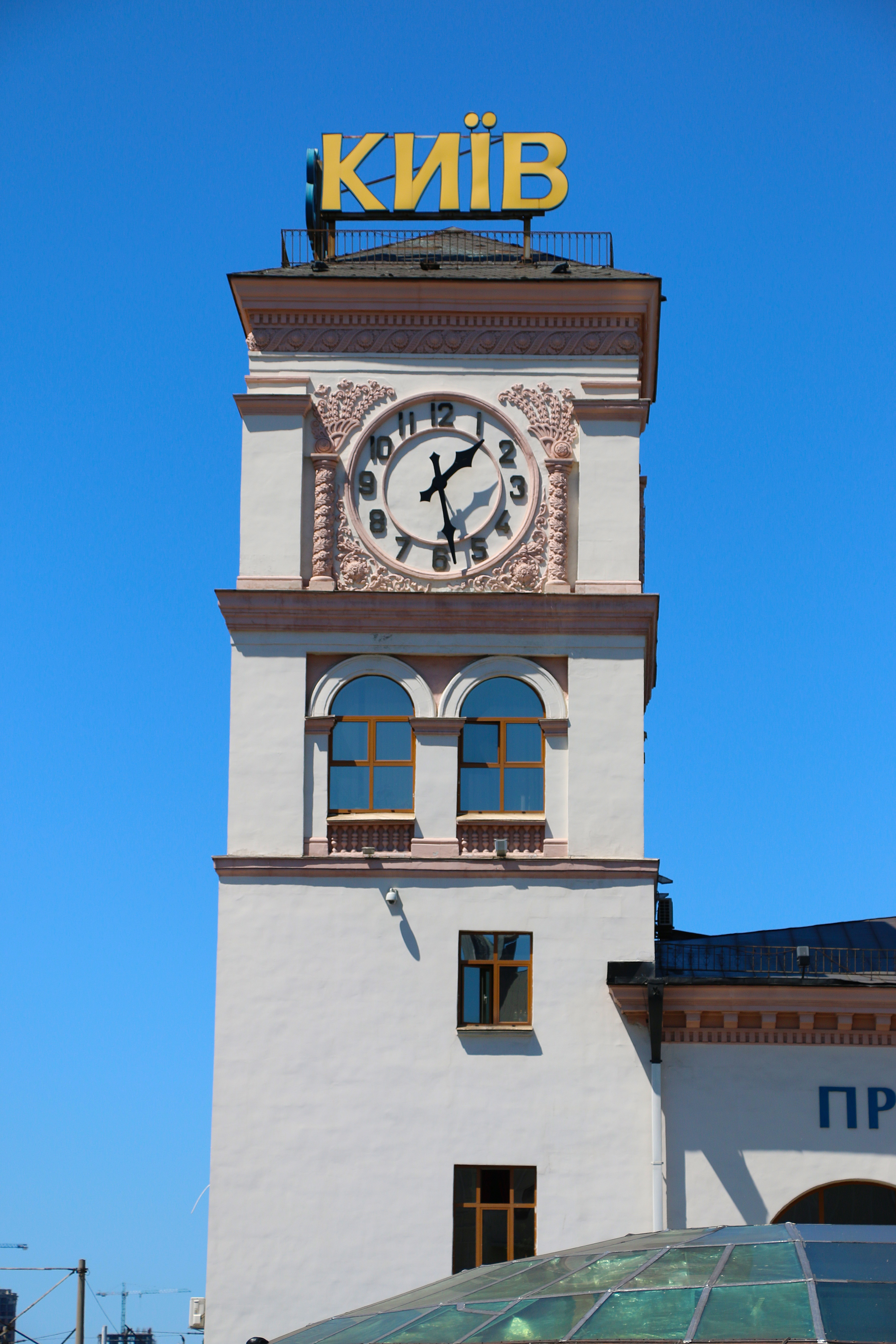
Věž
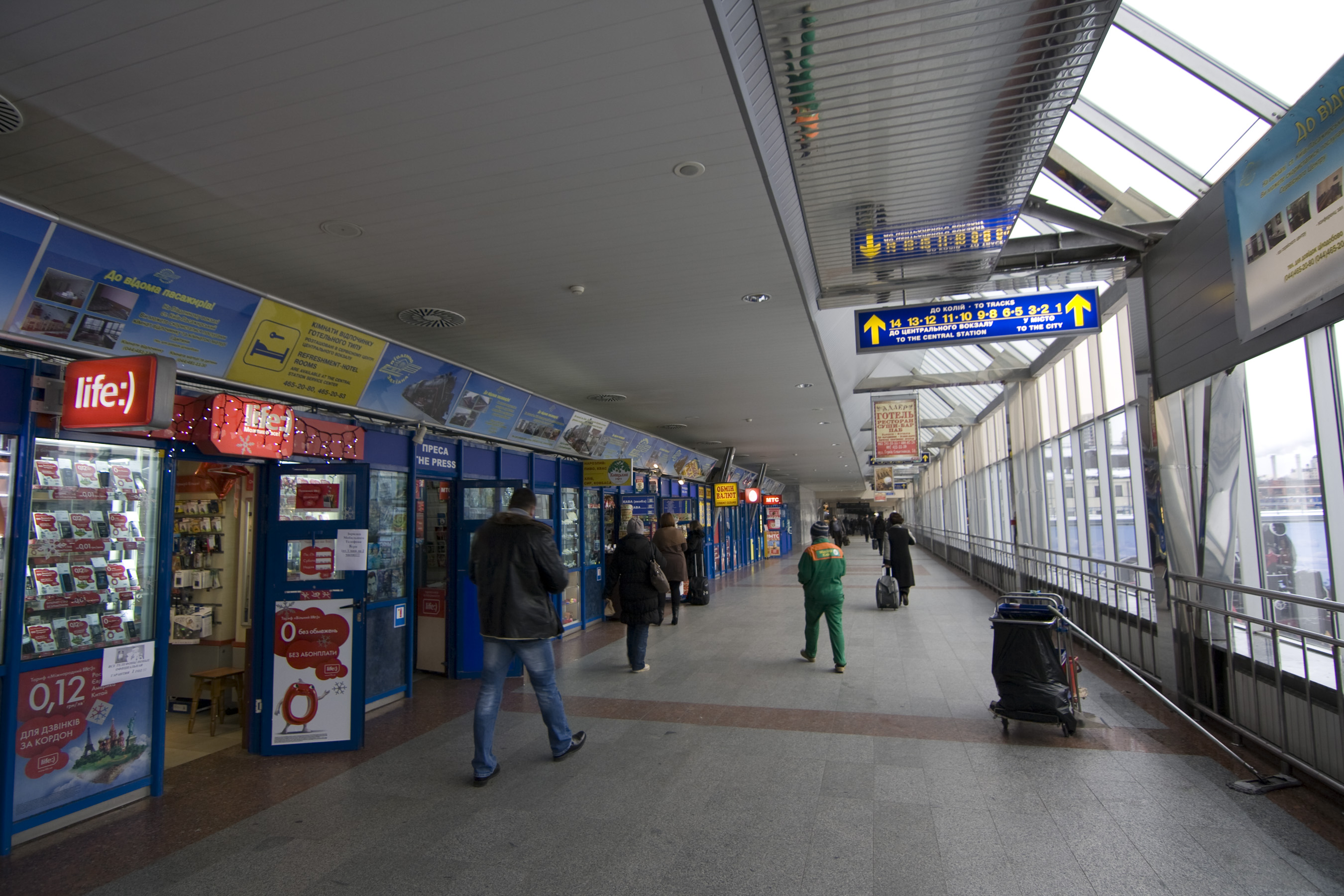
Spojovací chodba mezi starou a novou halou